# Peritoneo
Nei vertebrati superiori, il peritoneo è una membrana sierosa mesoteliale, sottile e quasi trasparente, che costituisce il rivestimento della cavità addominale e di parte di quella pelvica (peritoneo parietale) e ricopre anche gran parte dei visceri contenuti al suo interno (peritoneo viscerale), fissandoli al contempo alle pareti della cavità (legamenti dei visceri).

## Anatomia

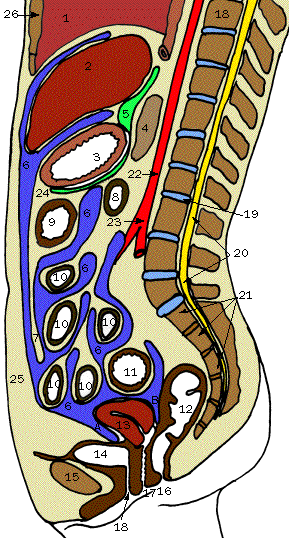
Il cavo peritoneale, evidenziato in blu, nella donna

Il peritoneo è la più vasta di tutte le membrane sierose e, per la sua disposizione, anche la più complessa. Tale complessità deriva soprattutto dal fatto che anziché rivestire un solo organo a superficie relativamente uniforme, come avviene alle pleure che ricoprono i polmoni o al pericardio che riveste il cuore, di cui è l'equivalente addominale, il peritoneo avvolge parecchi organi, disposti e orientati nei modi più vari e aventi anche forme piuttosto irregolari. Il peritoneo viscerale, conformemente a tale irregolarità, forma, inoltre, grandi pieghe tra gli organi; un esempio lampante è il grande omento, che si stende come un grembiule sulla massa intestinale, partendo dalla grande curvatura dello stomaco.
Il termine peritoneo deriva dal greco περί (perì ) che significa intorno e τονείος (tonéios) che significa ricoperto, che a sua volta viene dal verbo τείνω (téinō), ricoprire: infatti il peritoneo è l'organo che ricopre intorno gli organi dell'addome e la parete addominale.
Il peritoneo è costituito da uno strato superficiale di cellule mesoteliali sostenute da sottili strati di tessuto connettivo extraperitoneale, il quale in alcune regioni si presenta particolarmente ricco di lobuli adiposi, come ad esempio in corrispondenza del rene, della regione inguinale, di alcune duplicazioni del peritoneo e della superficie esterna dell'intestino crasso; pare che questi accumuli di grasso svolgano una funzione di protezione e sostegno degli organi. Il peritoneo assolve la funzione, oltre che di rivestimento e di supporto dei visceri addominali, anche di "condotto" per i vasi sanguigni e linfatici e per i nervi della regione addominale.

### Tipologia
Il peritoneo, come le altre membrane sierose, consta di una sottile lamina continua. A seconda della sua posizione nel cavo addominale si distingue in:
- peritoneo parietale, lo strato più esterno, che riveste la superficie interna delle pareti della cavità addomino-pelvica;
- peritoneo viscerale, lo strato più interno, che ricopre la maggior parte dei visceri contenuti all'interno del cavo addominale.

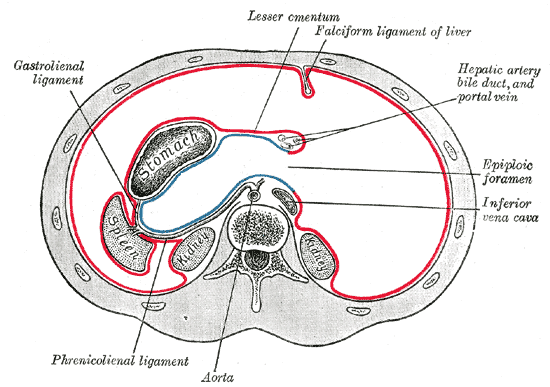
Sezione orizzontale dell'addome che mette in evidenza lo spessore della membrana peritoneale e il mesentere (entrambi in rosso)

Tra questi due strati è presente uno spazio, detto cavità (o cavo) peritoneale, che è del tutto chiusa ed è quindi una cavità virtuale riempita solo da una piccola quantità (circa 50 mL) di un liquido sieroso che funge da lubrificante permettendo ai due strati di scorrere tra loro senza un eccessivo attrito. Il peritoneo viscerale, con i suoi numerosi piegamenti attorno agli organi addominali, fa sì che la cavità peritoneale si riduca a uno spazio notevolmente piccolo, quasi virtuale.
Alcuni organi dell'addome sono completamente avvolti dal peritoneo e sono provvisti di un doppio foglietto, che prende il nome di  meso (es. mesentere per l'intestino tenue, mesocolon per il colon, mesometrio per l'utero e così via), che li unisce al peritoneo parietale della parete addominale. In alcuni casi, come nel mesentere, uno strato costituito da due foglietti saldati di peritoneo viscerale tende a fondersi con un altro foglietto dando origine a una piega che si inserisce sulla parete posteriore dell'addome secondo una linea obliqua che va dalla flessura duodeno-digiunale alla fossa iliaca destra. In altri organi, come il duodeno e il colon ascendente e discendente, il peritoneo forma un rivestimento incompleto lasciando alcune aree scoperte a contatto con la parete addominale posteriore.

### Suddivisioni

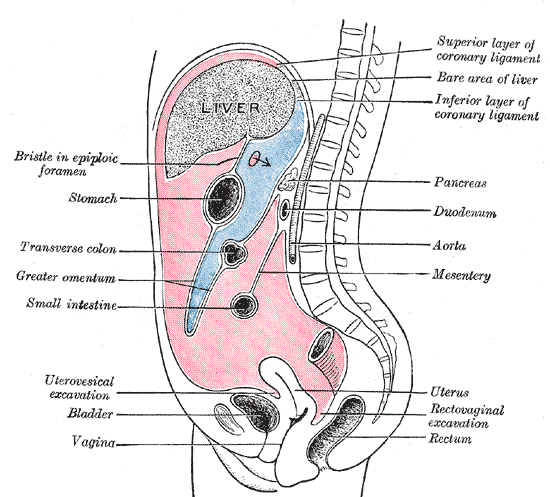
Rappresentazione della cavità peritoneale (rosso) e della borsa omentale (azzurro)

Il peritoneo è diviso in due grandi regioni, collegate tra loro dal forame epiploico:
- La grande cavità peritoneale (o peritoneo della cavità peritoneale propria), raffigurato in rosso nel disegno a lato. Il mesocolon trasverso individua:
  - spazio sovramesocolico;
  - spazio sottomesocolico, diviso in due metà asimmetriche, destra e sinistra, dal mesentere. La destra è più piccola, chiusa a livello del cieco, mentre lo spazio sottomesocolico sinistro è aperto in pelvi, divisa da questo dal mesosigma.
- La borsa omentale (o piccola cavità peritoneale), raffigurata in blu. Si possono distinguere:
  - Il piccolo omento (o omento gastroepatico o piccolo epiploon) è collegato alla piccola curvatura dello stomaco e al fegato (tramite i legamenti: epatogastrico ed epatoduodenale, rispettivamente pars flaccida e pars tensa);
  - Il grande omento (o omento gastrocolico o grande epiploon o grembiule epiploico) origina dal peritoneo viscerale che avvolge la parete posteriore e anteriore dello stomaco, parte dalla grande curvatura dello stomaco e scende come un grembiule davanti alle anse dell'intestino tenue fino alla teorica linea passante per le creste iliache anterosuperiori, per poi incurvarsi formando un'ansa in senso anteroposteriore e collegarsi risalendo al colon trasverso (in totale quattro foglietti); esso svolge una funzione di isolamento e protezione dell'intestino.

| Origine                  | Struttura                                 | Da                                        | A                                      | Contenuto                                                 |
| ------------------------ | ----------------------------------------- | ----------------------------------------- | -------------------------------------- | --------------------------------------------------------- |
|                          | OMENTO                                    |                                           |                                        |                                                           |
| Mesentere dorsale        | * Grande omento                           | Grande curvatura dello stomaco e milza    | Colon trasverso                        |                                                           |
| Mesentere dorsale        | ** Legamento gastrolienale                | Stomaco                                   | Milza                                  | Arteria gastrica minore, arteria gastro-omentale sinistra |
| Mesentere dorsale        | ** Legamento gastrofrenico                | Stomaco                                   | diaframma                              | -                                                         |
| Mesentere dorsale        | ** Legamento gastrocolico                 | Stomaco                                   | Colon trasverso                        | -                                                         |
| Mesentere dorsale        | ** Legamento splenorenale                 | Milza                                     | Reni                                   | Arteria splenica, coda del pancreas                       |
| Mesentere ventrale       | * Piccolo omento                          | Piccola curvatura dello stomaco e duodeno | solco sagittale trasverso del fegato   |                                                           |
| Mesentere ventrale       | ** Legamento epatogastrico                | Stomaco                                   | Fegato                                 |                                                           |
| Mesentere ventrale       | ** Legamento epatoduodenale               | Duodeno                                   | Fegato                                 | Arteria epatica propria, vena porta, dotto biliare        |
|                          | MESENTERI                                 |                                           |                                        |                                                           |
| Mesentere dorsale        | * Mesentere proprio                       | Intestino tenue – Digiuno e ileo          | Parete addominale posteriore           | Arteria mesenterica superiore                             |
| Mesentere dorsale        | * Mesocolon trasverso                     | Colon trasverso                           | Parete addominale posteriore           | Arteria colica media                                      |
| Mesentere dorsale        | * Mesocolon sigmoideo                     | Colon sigmoideo                           | Parete pelvica                         | Arterie sigmoidee                                         |
| Mesentere dorsale        | * Mesoappendice                           | Mesentere dell'ileo                       | Appendice vermiforme                   | Arteria appendicolare                                     |
|                          | Altri legamenti e foglietti               |                                           |                                        |                                                           |
| Mesentere ventrale       | * Legamento falciforme                    | Fegato                                    | Diaframma, parete addominale anteriore | Legamento rotondo del fegato, vene paraombelicali         |
| Vena ombelicale sinistra | * Legamento rotondo del fegato            | Fegato                                    | Ombelico                               |                                                           |
| Mesentere ventrale       | * Legamento coronarico                    | Fegato                                    | Diaframma                              |                                                           |
| Dotto venoso             | * Legamento venoso                        | Fegato                                    | Fegato                                 |                                                           |
|                          | * Legamento frenocolico                   | Flessura lienale                          | Diaframma                              |                                                           |
| Mesentere ventrale       | * Legamenti triangolari destro e sinistro | Fegato                                    |                                        |                                                           |
|                          | * Foglietto ombelicale                    | vescica urinaria                          |                                        |                                                           |
|                          | * Foglietto ileocecale                    | Ileo                                      | Cieco                                  |                                                           |
|                          | * Grande legamento dell'utero             | Utero                                     | Parete pelvica                         | Mesovario, mesosalpingi, mesometrio                       |
|                          | * Legamento ovarico                       | Utero                                     | Canale inguinale                       |                                                           |
|                          | * Legamento sospensore dell'ovaia         | Ovaia                                     | Parete pelvica                         | Arteria ovarica                                           |

Inoltre nella cavità pelvica sono presenti alcune strutture che prendono il nome non relativamente al peritoneo in sé, ma alla zona in cui sono collocati i foglietti peritoneali.

## Fossetta inguinale
Le fossette inguinali sono sei compartimenti del foglietto parietale del peritoneo che, appoggiandosi sulla fascia trasversale, determina delle fossette sul versante interno della parete anteriore dell'addome. Esse si suddividono in:
- 2 x fossetta inguinale esterna: è posta lateralmente rispetto ai vasi epigastrici inferiori (legamento ombelicale laterale).
- 2 x fossetta inguinale media: è compresa fra i vasi epigastrici inferiori (legamento ombelicale laterale) e il legamento ombelicale mediale (arteria ombelicale obliterata);
- 2 x fossetta inguinale interna: è compresa fra il legamento ombelicale mediale e il legamento ombelicale mediano (uraco obliterato).

Vi è quindi un solo legamento ombelicale mediano, posto sulla linea mediana.

## Classificazione delle strutture peritoneali
Le strutture situate nell'addome sono classificate come intraperitoneali, retroperitoneali o infraperitoneali in base all'effettiva copertura da parte del peritoneo viscerale e alla presenza o meno di mesenteri. Le strutture intraperitoneali sono solitamente mobili, mentre le retroperitoneali sono relativamente fissate nella propria posizione.
Alcuni organi, come i reni, sono definiti come "primariamente retroperitoneali", mentre altri organi, come gran parte del duodeno e il pancreas (eccetto la coda che risulta intraperitoneale), sono considerati come "secondariamente retroperitoneali"; ciò significa che tali organi si sono sviluppati come intraperitoneali e che in seguito, con la perdita del proprio meso, sono diventate retroperitoneali.
| Intraperitoneali                                              | Retroperitoneali                                        | Infraperitoneali         |
| ------------------------------------------------------------- | ------------------------------------------------------- | ------------------------ |
| Stomaco, prima parte del duodeno (5 cm), digiuno, ileo        | Il resto del duodeno                                    |                          |
| Cieco, appendice vermiforme, colon trasverso, colon sigmoideo | Colon ascendente, colon discendente                     |                          |
| Retto, terzo superiore                                        | Retto, terzo medio                                      | Retto, terzo inferiore   |
| Pancreas (coda), fegato, milza                                | Pancreas (testa e corpo)                                |                          |
| Tube di Falloppio                                             | Reni, ghiandole surrenali, ureteri, vasi renali         | Vescica urinaria         |
|                                                               | Nella donna: ovaie (non avvolte da peritoneo viscerale) | Utero, vasi delle gonadi |

## Sviluppo

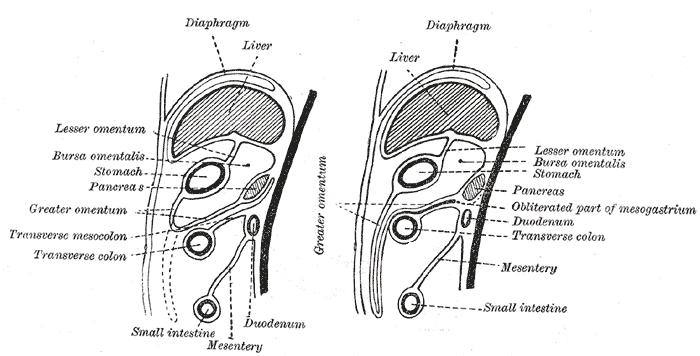
Lo sviluppo della borsa omentale

Il peritoneo si sviluppa a partire dal mesoderma dell'embrione allo stadio trilaminare. Durante la differenziazione del mesoderma, una zona conosciuta come ipomero inizia a dividersi in due strati, separati dal celoma intraembrionale. Questi due strati iniziano in seguito a differenziarsi nelle membrane viscerali e parietali che si trovano in tutte le cavità sierose, incluso il peritoneo. Mentre l'embrione cresce, i vari organi contenuti nell'addome si sviluppano all'interno della cavità dalle strutture in essa presenti. Gli organi in sviluppo "portano con sé" i propri vasi sanguigni e questi vasi, ricoperti dal peritoneo, si trasformano man mano in mesi.
In una fase precoce dello sviluppo, lo stomaco e la prima porzione del duodeno sono inclusi in una doppia piega peritoneale, tesa come un setto sagittale che divide completamente la porzione superiore della cavità addominale (mesogastrio). La milza si sviluppa nella parte posteriore di questo setto (mesogastrio dorsale), mentre il fegato si accresce nella parte anteriore di questo setto (mesogastrio ventrale). Nel feto, la vena ombelicale decorre lungo il margine libero di tale setto sino all'ilo del fegato dal quale, mediante il dotto venoso di Aranzio, il sangue ossigenato proveniente dalla placenta è drenato nella vena cava inferiore. Dopo la nascita questi vasi fetali si obliterano divenendo dei cordoni fibrosi, e più specificamente il legamento rotondo del fegato e il legamento venoso. La restante parte del setto è occupata dalla vena porta che, dopo essersi originata dalla parete addominale posteriore, al livello del duodeno, si indirizza verso l'ilo del fegato.

## Patologie
Come gli altri organi, anche il peritoneo è soggetto a patologie, le quali comprendono processi infiammatori acuti o cronici, diffusi o circoscritti (peritoniti, perivisceriti, ascessi), di natura aspecifica o specifica. Abbastanza rari sono i tumori primitivi, come fibromi, lipomi, mixomi, mesoteliomi, sarcomi, e secondari a seguito di metastasi da altri organi.
- Lo pneumoperitoneo, come lo pneumotorace nella cavità toracica, è la presenza di gas all'interno della cavità peritoneale, che può verificarsi in caso di perforazioni di stomaco o intestino; si origina così una situazione di grave pericolo, in quanto accompagnate alle perforazioni si hanno spesso fuoriuscite di liquido dallo stomaco o dall'intestino, che possono causare una grave forma di peritonite.
- La peritonite è una condizione infiammatoria della membrana e/o del cavo peritoneale che si verifica in casi di perforazioni o di focolai infettivi dei visceri addominali o in entrambi i casi assieme. È una malattia che comporta un grave quadro clinico e spesso necessita di interventi di emergenza.
- L'ascite è un accumulo in eccesso di liquido presente nella cavità peritoneale.
- Le briglie aderenziali sono strutture fibrotiche reattive che comportano alterazioni della normale anatomia e fisiologia del piccolo intestino.

### La dialisi peritoneale
In un particolare tipo di dialisi, denominato dialisi peritoneale, una soluzione viene introdotta per mezzo di un catetere all'interno della cavità peritoneale. Tale fluido viene lasciato all'interno dell'addome per un determinato periodo di tempo in modo da assorbire le tossine uremiche che vengono poi eliminate assieme alla soluzione attraverso il catetere usato in precedenza. Questa "pulizia" avviene grazie al grande numero di capillari presenti nella membrana peritoneale attraverso il meccanismo della diffusione molecolare delle sostanze.

## Galleria d'immagini

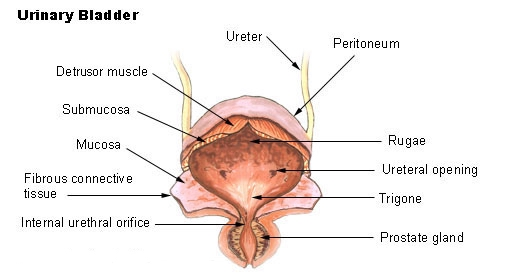
La vescica urinaria
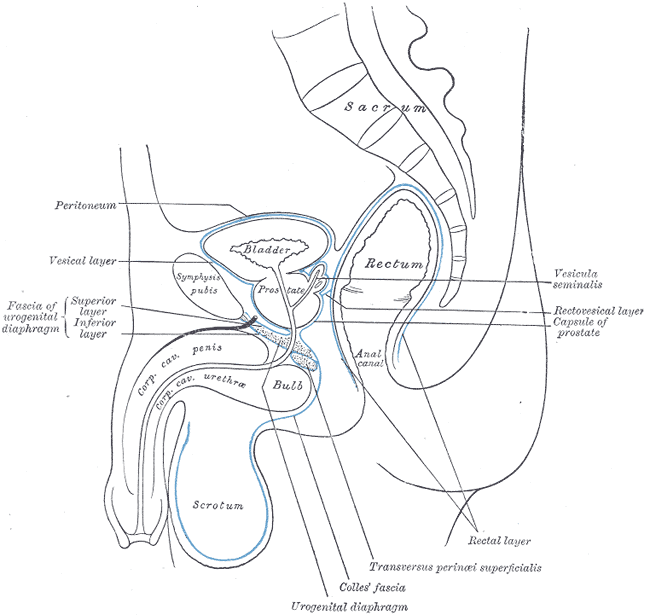
Sezione sagittale mediana della pelvi, che mostra la sistemazione degli ispessimenti del connettivo sottoperitoneale che costituiscono le fasce
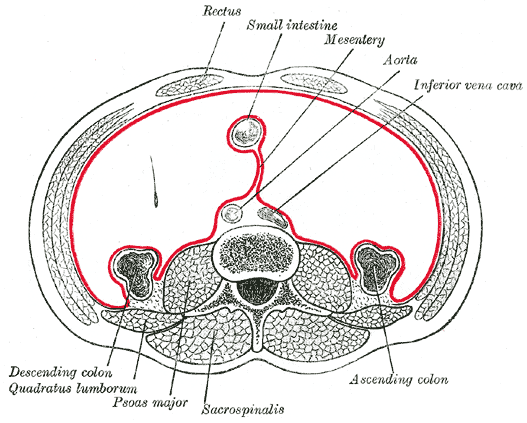
Sezione trasversale dell'addome che mostra la disposizione del peritoneo (in rosso) nella porzione inferiore dell'addome
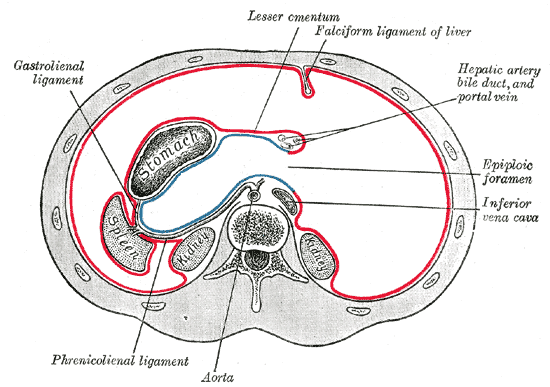
Sezione trasversale dell'addome che mostra la disposizione del peritoneo (in rosso) nella porzione superiore dell'addome
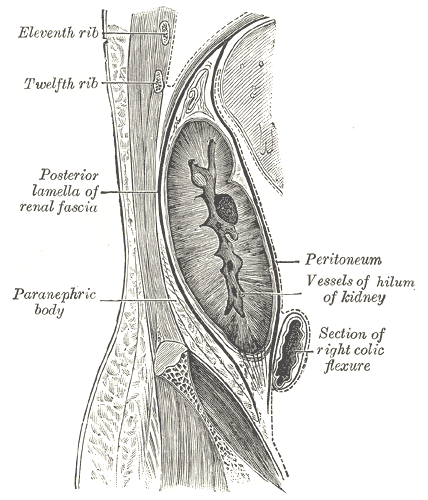
Sezione sagittale della parete addominale posteriore, che mostra le relazioni con la capsula renale
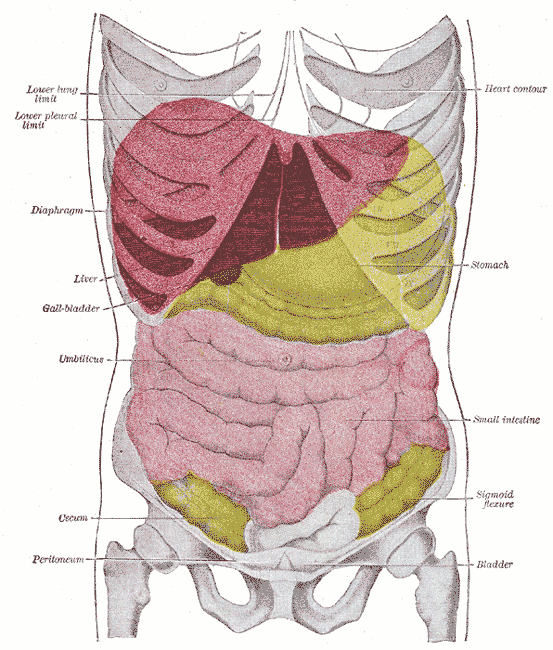
Topografia dei visceri addominali